# モンテベッロの戦い
モンテベッロの戦い（モンテベッロのたたかい、英: Battle of Montebello ; 伊: Battaglia di Montebello）は、第二次イタリア独立戦争中の1859年5月20日、イタリア北西部ロンバルディア地方のモンテベッロ・デッラ・バッターリアを中心に行われた戦闘。エリ・フレデリック・フォレ率いるフランス帝国軍と少数のサルデーニャ王国軍の連合軍が、フィリップ・フォン・シュタディオン・ウント・タンハウゼン率いるオーストリア帝国軍と戦い、フランス・サルデーニャ連合軍が勝利した。第二次イタリア独立戦争では最初の戦闘であり、その規模は比較的小さいものであった。

## 背景

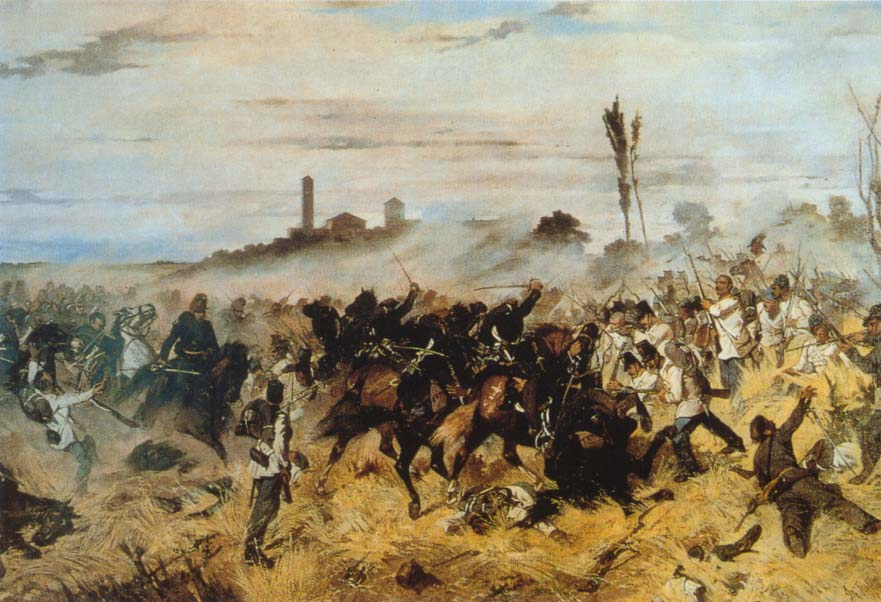
モンテベッロの戦いで決定打となったマウリツィオ・ゲルベ・ソナス率いる騎兵隊

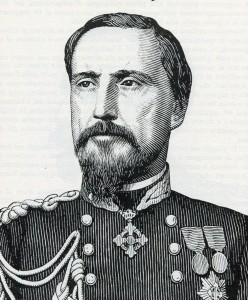
マウリツィオ・ゲルベ・ソナス

プロンビエールの密約により対オーストリア帝国への強力な後ろ盾としてフランスとナポレオン3世を味方に付けていたカヴールは、オーストリア帝国が先に攻撃しなければフランスの援助を得られないため、オーストリア帝国国境近くでサルデーニャ軍を行軍させてウィーン当局を刺激した。それに危機感を抱いたオーストリア帝国は1859年4月23日に最後通牒を発し、サルデーニャ軍の動員を完全に解除するよう要求した。それがなされないことを見ると、オーストリア帝国は4月29日にサルデーニャ王国に宣戦布告、密約に基づいてフランスが戦争に巻き込まれる結果となった。

## 戦闘の経過

### 両軍の移動
宣戦布告の時点でサルデーニャ王国に駐留しているフランス軍はおらず、フランスは南仏にも戦力を分散させていたとはいえ同じく列強であるオーストリア帝国に対抗できるほどの軍事力の重心はパリを中心とする北部にあった。そのため、フランスは世界初の軍用列車の大規模使用を敢行して自軍を素早くピエモンテに移動させた。オーストリア帝国軍はフランス軍がピエモンテに到着する前により弱体なサルデーニャ軍を撃破して戦争終結を目指したが、ロンバルディアのオーストリア軍指揮官であるギュライ伯爵は慎重に、ティチーノ川周辺を特定の方向もなしに行軍、やがて渡河して攻勢を開始した。彼にとって不幸なことに、大雨が降り始めてしまい、サルデーニャ軍は稲田を水没させてオーストリア帝国軍の進軍を遅滞させた。

### 開戦
やがて、ギュライ伯爵率いるオーストリア帝国軍がヴェルチェッリに到着してトリノを脅かしたが、フランス軍とサルデーニャ軍がアレッサンドリアとカザーレ・モンフェッラート近くにあるポー川にかかっている橋の守備を強化したことでいったん撤退を余儀なくされた。
いくつかの小集落では何度か両陣営による小競り合いも発生しているが組織的なものではなく、ただし小集落ジェネストレッロ（伊: Genestrello）で起こった衝突は例外で、死者を出すなど比較的大規模なものに発展した。この際、槍兵部隊のノヴァーラ第5連隊、アオスタ第6連隊および騎兵隊のモンフェラート第13連隊によって構成される軽旅団を率いて応援に駆け付けたマウリツィオ・ゲルベ・ソナス大佐は高い指揮能力を発揮し、戦後にその武勲を讃えられている。
その後、5月20日ついに「モンテベッロの戦い」が開戦、これが本格的な初の軍事衝突となったが、サルデーニャ軍は兵力として少なく、フランス軍対オーストリア帝国軍の様相を呈していた。フィリップ・フォン・シュタディオン・ウント・タンハウゼン率いるオーストリア帝国軍1個軍団とエリ・フレデリック・フォレ率いるフランス第1軍の1個師団の間で戦われた。オーストリア帝国軍の人数はフランス軍の3倍だったが、フランスが勝利しオーストリア帝国軍は敗走を余儀なくされた。また上記の通りサルデーニャ軍の兵力は限られていたが、その中でもマウリツィオ・ゲルベ・ソナスはこの本戦でも高い能力を発揮した。

## 戦後
戦後、今回の戦闘で活躍したノヴァーラ第5連隊、アオスタ第6連隊および騎兵隊のモンフェラート第13連隊は槍兵部隊モンテベッロ第8連隊として再編成され、それは現在でもイタリア軍の連隊の名として残っている。
敗北したオーストリア帝国側はいまだサルデーニャ王国に対しては優位を保っているとしつつも、「準備の十年間」で想定以上にサルデーニャ王国が軍事力や戦術を強化していた事を認識し、さらにはフランスとの軍事力の差も明らかとなった。早期終戦も不可能となり、戦時体制への転換を余儀なくされた。またギュライ伯爵はモンテベッロの方角に仏・サルデーニャ連合軍の主力があると誤認し間違った方向に兵を進めた結果、続くパレストロの戦いで不意を突かれ戦力的に劣るサルデーニャ軍単独に敗北する失態を犯した。
また、トッリチェッラ・ヴェルツァーテではオーストリア帝国軍の将校カール・フォン・ウルバンがイタリア人一家を虐殺していたことが発覚（シニョーリ家の虐殺）。カヴールは外交的手段を用いてカール・フォン・ウルバンを逮捕するよう訴え、イタリアだけでなくオーストリア帝国でも波紋を呼んだ。